# Ricardo Toro
Ricardo Agustín Toro Tassara (Santiago, 23 de octubre de 1955) es un exmilitar del Ejército de Chile que llegó a alcanzar el rango de general de división. Después de acogerse a retiro, en diciembre de 2012, asumió como director nacional de la Oficina Nacional de Emergencia del Ministerio del Interior (Onemi), cargo que mantuvo hasta noviembre de 2022.

## Familia y estudios
Nació en Santiago de Chile el 23 de octubre de 1955, hijo del exgeneral Juan Guillermo Toro Dávila, quien fuera intendente de la región de Magallanes y la Antártica Chilena durante la dictadura militar del general Augusto Pinochet, desde 1981 hasta 1984, y de Angela Tassara Jiménez. Su tío paterno, Agustín, también ocupó cargos en dicho régimen, tales como el de ministro de Minería (1974-1975) y rector de la Universidad de Chile (1976-1979).
Cursó estudios superiores de magíster en gestión de negocios, en recursos humanos y en planificación estratégica.
Se casó con María Teresa Dowling (con quien tuvo tres hijos) y que falleció durante el terremoto de Haití de 2010, mientras Toro desempeñaba como 2.º comandante de MINUSTAH.

## Carrera militar
Ingresó a la Escuela Militar el año 1971, egresando como subteniente de infantería en 1974. Su primera unidad fue la Escuela de Infantería, posteriormente fue destinado a la Escuela Militar en 1978, y en 1983 como capitán al Regimiento de Infantería n.º 5 "Carampangue". En 1985 volvió a Escuela de Infantería.
En 1976 realizó el curso de Capacitación Pedagógica en la Escuela de Infantería y al año siguiente el de Instructor Militar de Montaña.
Posteriormente, en 1987 realizó un curso en Estados Unidos y al año siguiente fue aceptado para el Curso Regular de Estado Mayor. Ya como oficial de esa rama institucional, fue destinado al Regimiento de Infantería n.º 1 "Buin". En 1993 fue observador militar de la Organización de Naciones Unidas (ONU) en Medio Oriente y luego, fue nombrado como profesor en la Academia de Guerra.
A continuación, entre 1999 y 2000, se desempeñó como comandante en jefe del Regimiento de Infantería n.º 24 "Huamachuco" en Putre. Al año siguiente fue designado por el gobierno del presidente de la República Ricardo Lagos, como agregado militar y naval en la embajada de Chile en Sudáfrica. Posteriormente fue destinado a la Dirección de Personal del Ejército. En 2004 asumió el puesto de jefe de Operaciones de la Misión de Estabilización de las Naciones Unidas en Haití (MINUSTAH).
A fines de 2005 fue ascendido al rango de general por el presidente Lagos y ocupó el cargo de comandante en jefe de la III División de Ejército y de la Guarnición de Ejército de Valdivia y de la Guarnición Ejército de las regiones del Biobío, Araucanía, Los Ríos y Los Lagos. Seguidamente, ejerció como director del Personal del Ejército, después como 2.º Comandante de MINUSTAH y finalmente como comandante de la División Educación de la institución castrense.
Como general de división fue comandante del «Comando Conjunto Norte» (CCN) y más tarde comandante de Operaciones Terrestres.

## Oficina Nacional de Emergencia
Tras acogerse a retiro de la institución uniformada, fue nombrado director de la Oficina Nacional de Emergencia (Onemi), en el primer gobierno del presidente Sebastián Piñera. Después del cambio de mando fue ratificado en el cargo por la presidenta entrante Michelle Bachelet, y enfrentó el terremoto de Iquique de 2014. En diciembre de 2016, cumplió cuatro años al mando de la institución, postulándose a la reelección en el concurso de Alta Dirección Pública (ADP), obteniendo la ratificación del segundo gobierno de Michelle Bachelet. Lo propio hizo en diciembre de 2020 bajo el segundo mandato de Sebastián Piñera, siendo renovado por un tercer período consecutivo (2020-2024).